# Aceite de laurel volátil
El aceite de laurel volátil se obtiene por destilación de las hojas o bayas del laurel, (Laurus nobilis); es amarillo brillante, de olor aromático, sus principales componentes son cineol y pineno; es soluble en alcohol, éter, benceno y cloroformo; se utiliza en perfumes, salsas y medicina. El aceite contiene un 45% de cineol; contienen también tanino y un principio amargo. Conocido también como aceite de laurel dulce.
- Datos: Q5656362